# Hyalurga syma
Hyalurga syma är en fjärilsart som beskrevs av Walker 1854. Hyalurga syma ingår i släktet Hyalurga och familjen björnspinnare. Inga underarter finns listade i Catalogue of Life.